# Annibale Marchese di Sommariva
Grof Annibale Marchese di Sommariva (tudi Hannibal Marchese di Sommariva), avstrijski feldmaršal italijanskega rodu, * 10. marec 1755, † 10. julij 1829.
1. 1 2  https://www.geschichtewiki.wien.gv.at/Hannibal_Sommariva
2. 1 2 3  Dr. Constant v. Wurzbach Sommariva, Hannibal Marquis // Biographisches Lexikon des Kaiserthums Oesterreich: enthaltend die Lebensskizzen der denkwürdigen Personen, welche seit 1750 in den österreichischen Kronländern geboren wurden oder darin gelebt und gewirkt haben — Wien: 1856. — Vol. 35. — S. 271.